# Härjedalens kommun
Härjedalens kommun är en kommun i Jämtlands län. Delar av landskapen Härjedalen, Hälsingland, Dalarna och Jämtland ingår i kommunen. Centralort är Sveg.
Härjedalens kommun är en av Sveriges till ytan största kommuner. Dess gränser motsvarar i stort sett landskapet Härjedalen, förutom Ljungdalen och Storsjö samt Helags och Flatruet som ligger i Bergs kommun. Ytan är till stor del präglad av fjällen. Ungefär 80 procent ligger högre än 500 meter över havet. Sedan 1930-talet har kommunen vuxit till ett av de främsta turistområdena i Norden och därmed har turismen också blivit kommunens viktigaste näring. De främsta turistområdena är Vemdalen, Lofsdalen och västra Härjedalen. 
Efter en befolkningstopp under 1950-talet har befolkningstrenden, med undantag för några enstaka år, varit negativ. Socialdemokraterna dominerade den lokala politiken fram till 2016 då kommunstyrelsen inte längre beviljades ansvarsfrihet. Därefter har kommunen styrts av borgerliga koalitioner eller blocköverskridande koalitioner.

## Administrativ historik
Kommunens område motsvarar socknarna Hede (en del), Lillhärdal, Linsell, Sveg, Tännäs, Vemdalen, Ytterhogdal, Älvros och Överhogdal. I dessa socknar bildades vid kommunreformen 1862 landskommuner med motsvarande namn. 
År 1895 bröts en del ut ur Hede landskommun för att bilda Storsjö landskommun (numera en del av Bergs kommun) och år 1925 bröts Ängersjö landskommun ut ur Ytterhogdals landskommun. 
Svegsmons municipalsamhälle inrättades 31 december 1908 i Svegs landskommun och upplöstes vid årsskiftet 1936/1937 då Svegs köping bildades.
Vid kommunreformen 1952 bildades ett antal storkommuner i området: Hede landskommun (genom sammanslagning av de tidigare landskommunerna Hede och Vemdalen), Hogdals landskommun (av Ytterhogdal, Ängersjö och Överhogdal) och Svegs landskommun (av Linsell, Sveg och Älvros) medan Lillhärdals landskommun, Tännäs landskommun och Svegs köping förblev oförändrade. 1967 uppgick dock Svegs landskommun i Svegs köping.
Vid kommunreformen 1971 bildades kommunerna Hede, Hogdal, Lillhärdal, Tännäs och Sveg av motsvarande landskommuner och Svegs kommun från Svegs köping. Härjedalens kommun bildades 1974 genom sammanläggning av dessa kommuner.
Kommunen ingick från bildandet till 17 maj 2004 i Svegs domsaga och ingår sen dess i Östersunds domsaga.
Kommunen ingår sedan 2010 i Förvaltningsområdet för samiska, kommunnamnet på sydsamiska är Herjedaelien tjïelte.

## Geografi

### Topografi och hydrografi

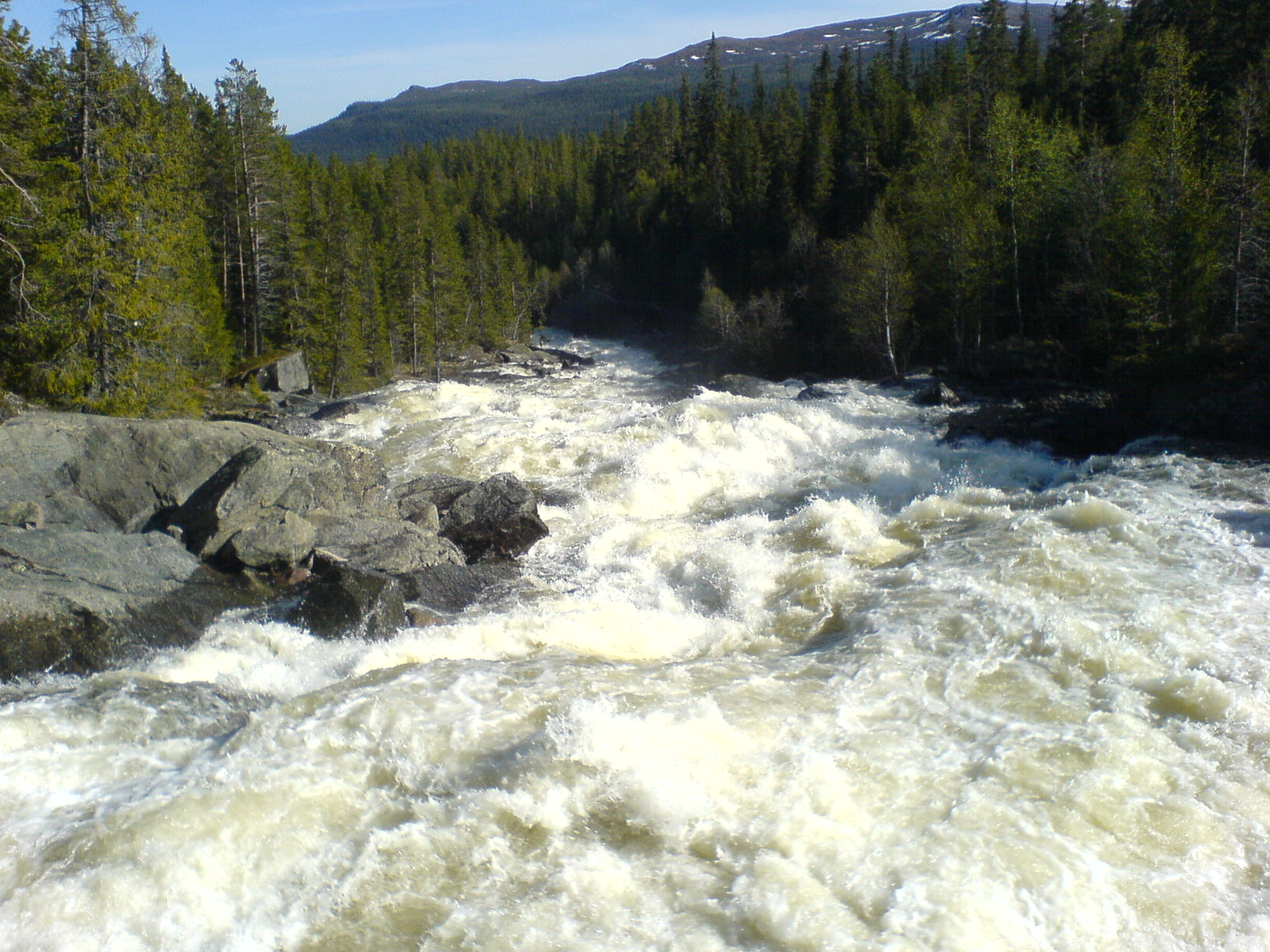
Vattenfall nära Tännäs.

Härjedalens kommun har en yta på 11 400 kvadratkilometer och är därmed en av Sveriges till ytan största kommuner. Dess gränser motsvarar i stort sett landskapet Härjedalen. Ytan är till stor del präglad av fjällen; ungefär 80 procent ligger högre än 500 meter över havet. Mellan fjällen finns många dalstråk vilka varit viktiga för både bebyggelse och näringsliv. Den dominerande dalgången är Ljusnandalen som löper i nordväst–sydöstlig längdriktning. I nordvästra delen av kommunen finns fjällkedjans högfjällszon, en väl avgränsad topografisk region. Ett brett förfjällsområde vidtar längre österut med berg som Sonfjället och Vemdalsfjällen. I sydöst övergår landskapet i en bergkullslätt med berg som höjer sig 200–300 meter över dalbottnarna. Områdets största sjö Rogen hittas i sydväst tillsammans med ett stort antal småsjöar och svärmar av moränryggar.
Nedan presenteras andelen av den totala ytan 2020 i kommunen jämfört med riket.
|  | Bebyggelse (1,2 %) |

|  | Skog (72,3 %) |

|  | Öppen myrmark (12,8 %) |

|  | Jordbruksmark (0,4 %) |

|  | Övrig mark (13,2 %) |

|  | Bebyggelse (3,1 %) |

|  | Skog (68,0 %) |

|  | Öppen myrmark (7,2 %) |

|  | Jordbruksmark (7,4 %) |

|  | Övrig mark (14,3 %) |

### Klimat
Avståndet till Bottenhavet är relativt stort samtidigt som inflödet av mild atlantluft försvåras av fjällområdena i väster. Detta ger kommunen ett utpräglat kontinentklimat med kalla vintrar; medeltemperaturen för januari är –9 °C till –12 °C, medan sommaren är relativt varm; juli har 14–15 °C. De högre delarna har dock lägre medeltemperatur under sommaren, 10 °C. Större delen av kommunen har en nederbörd på 500–600 mm per år, medan högfjällen får 700–1 200 mm.

### Naturskydd
I kommunen finns nationalparken Sonfjället som även är klassat som Natura 2000-område. Nationalparken bildades 1909 och var då en av de första europeiska nationalparkerna. Området utökades 1989 till att omfatta 104 km². Bland djur hittas där exempelvis björn, lämmel, ren och älg, men också fågelarter som ljungpipare, ripa, fjällvråk, kungsörn och lodjur.
År 2022 fanns 30 naturreservat i Härjedalens kommun. Bland dessa hittas Telebäckdalen, Sveduberget och Västansjöbrännan.

### Administrativ indelning
Fram till 2016 var kommunen för befolkningsrapportering indelad i fyra församlingar: Hedebygdens (ligger även i Bergs kommun), Svegsbygden, Tännäs-Ljusnedals och Ytterhogdal, Överhogdal och Ängersjö.

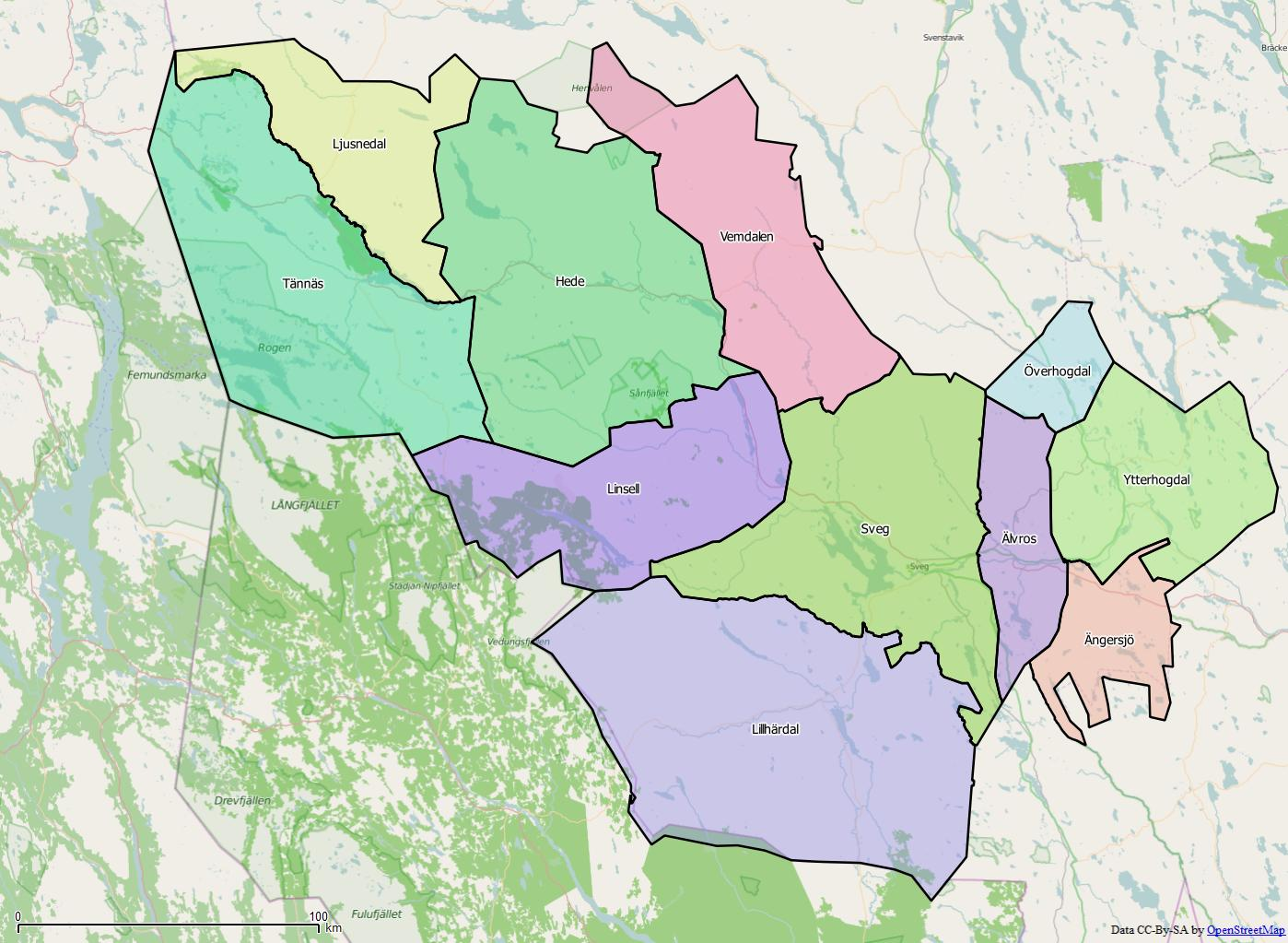
Distrikt inom Härjedalens kommun

Från 2016 indelas kommunen istället i 11  distrikt:

- Hede
- Lillhärdal
- Linsell
- Ljusnedal
- Sveg
- Tännäs
- Vemdalen
- Ytterhogdal
- Älvros
- Ängersjö
- Överhogdal

### Tätorter

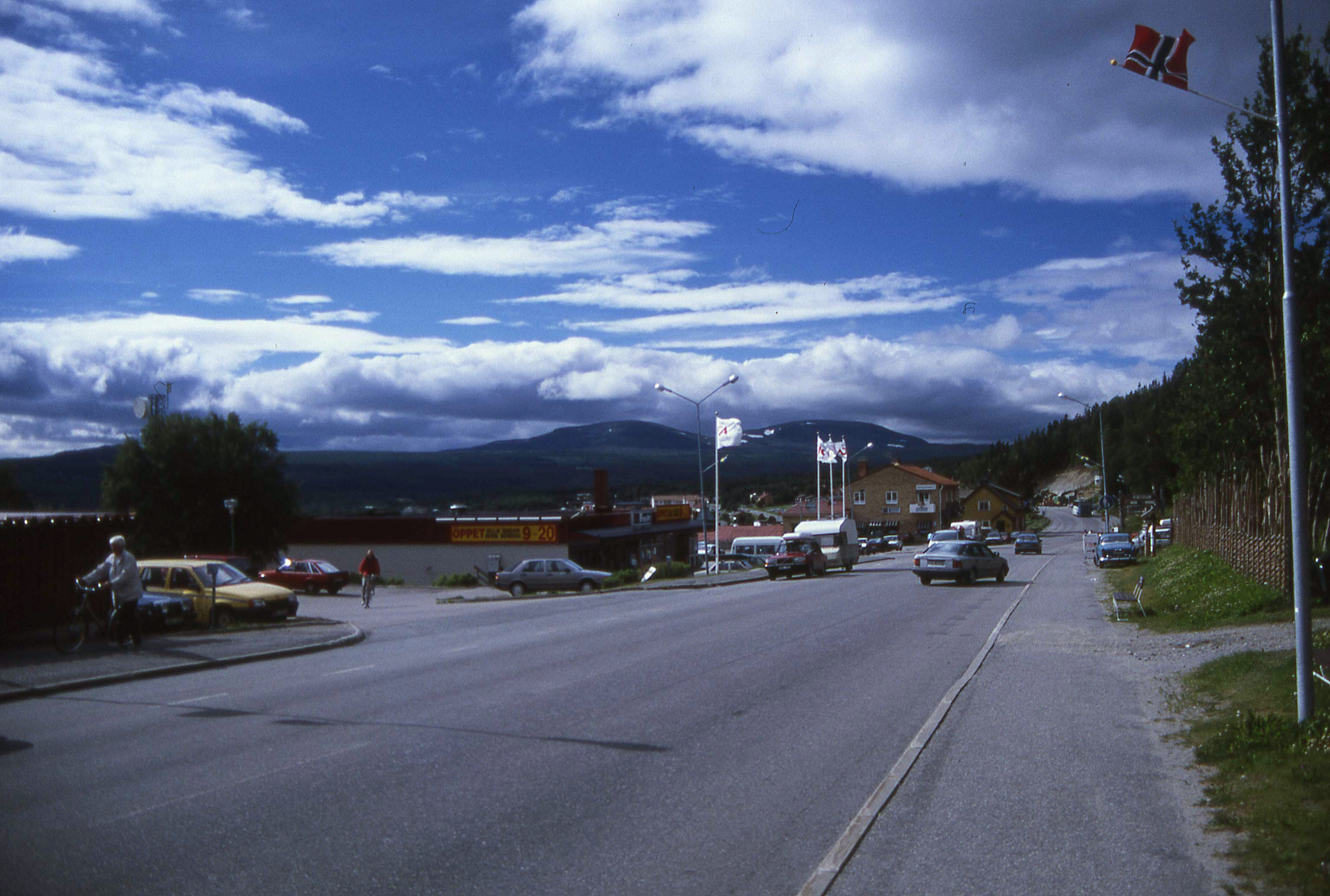
Funäsdalen.

År 2020 bodde 65,5 procent av kommunens invånare i någon av kommunens tätorter, vilket var lägre än motsvarande siffra för riket där genomsnittet var 87,6 procent. Vid Statistiska centralbyråns tätortsavgränsning 2020 fanns det nio tätorter i Härjedalens kommun:
I tabellen nedan presenteras tätorterna i storleksordning per den 31 december 2020. Centralorten är i fet stil.
| Nr | Tätort                | Folkmängd |
| -- | --------------------- | --------- |
| 1  | Sveg                  | 2 509     |
| 2  | Funäsdalen            | 1 054     |
| 3  | Hede                  | 762       |
| 4  | Vemdalen              | 622       |
| 5  | Ytterhogdal           | 461       |
| 6  | Ulvkälla              | 390       |
| 7  | Lillhärdal            | 354       |
| 8  | Norr-Hede             | 225       |
| 9  | Bruksvallarna/Våålleh | 225       |

## Styre och politik

### Styre
Socialdemokraterna har sedan kommunens bildande haft en dominerande ställning. 1991 förlorade man den egna majoriteten och fick stöd hos Vänsterpartiet. 1994 fick man egen majoritet igen men förlorade den återigen 1998, då det lokala partiet Folkets Röst - Vox Humana kom in i kommunfullmäktige. Socialdemokraterna fortsatte dock styra, men i koalition med Vänsterpartiet. Mandatperioden 2002–2006 fortsatte samma koalition att styra. Valet 2006 ledde dock till en blocköverskridande koalitionen där de röda partierna gick samman med Centerpartiet och Folkpartiet för ett gemensamt styre.  
Dessa fortsatte det gemensamma arbetet även mandatperioden 2010–2014 och samlade då 25 av 39 mandat. Efter valet 2014 bildades en ny styrande koalition, denna gång mellan de röda partierna och det lokala partiet Vox Humana. Partierna saknade majoritet i fullmäktige men fick majoritet i kommunstyrelsen.
Vox humana lämnade dock det gemensamma arbetet i slutet av 2015 men Socialdemokraterna och Vänsterpartiet fortsatte styra. Under försommaren 2016 beviljades inte kommunstyrelsen ansvarsfrihet, vilket främst berodde på ett stort budgetunderskott hos framförallt socialförvaltningen. Därför upplöstes styret. Därefter bildade Centerparitet, Moderaterna och Liberalerna ett nytt minoritetsstyre. Mandatperioden 2018–2022 bildades ett majoritetsstyre mellan Centerpartiet, Moderaterna och Socialdemokraterna. Dessa samlade 21 av 31 mandat.

### Kommunfullmäktige

#### Presidium
| Presidium 2022–2026    | Presidium 2022–2026 | Presidium 2022–2026          |
| ---------------------- | ------------------- | ---------------------------- |
| Ordförande             | S                   | Pernilla Heijdenbeck-Persson |
| Förste vice ordförande | M                   | Pontus Nissblad              |
| Andre vice ordförande  | SD                  | Jan Johansson                |

#### Mandatfördelning 1973–2022
Vid kommunvalet 2002 åkte Miljöpartiet ut ur kommunfullmäktige. Härjedalens kommun har hyst flera små lokala partier.
| 2 | 25 | 5 | 11 | 3 | 3 |

| 42 | 7 |

| 2 | 25 | 3 | 12 | 3 |  | 3 |

| 40 | 9 |

| 2 | 26 | 3 | 10 | 3 |  | 4 |

| 40 | 9 |

| 2 | 28 | 3 | 8 | 2 |  | 5 |

| 34 | 15 |

| 2 | 28 | 2 | 8 | 3 | 6 |

| 35 | 14 |

| 2 | 27 | 2 | 2 | 8 | 3 | 5 |

| 37 | 12 |

| 2 | 24 | 2 | 3 | 7 | 3 |  | 7 |

| 36 | 13 |

| 3 | 28 | 3 | 2 | 6 | 2 | 5 |

| 30 | 19 |

| 5 | 23 | 2 | 5 | 5 | 2 | 2 | 5 |

| 27 | 22 |

| 5 | 23 | 5 | 6 | 3 | 2 | 5 |

| 28 | 21 |

| 3 | 21 | 2 | 7 | 6 | 2 |  | 7 |

| 30 | 19 |

| 2 | 16 | 3 | 4 | 5 | 2 |  | 6 |

| 20 | 19 |

| 2 | 15 | 3 | 3 | 2 | 7 |  | 6 |

| 23 | 16 |

| 2 | 10 | 2 |  | 3 | 7 |  |  | 4 |

| 19 | 12 |

| 2 | 8 | 4 | 2 | 3 | 4 | 2 |  | 5 |

| 19 | 12 |

### Nämnder

#### Kommunstyrelse
| Presidium 2022–2026   | Presidium 2022–2026 | Presidium 2022–2026    |
| --------------------- | ------------------- | ---------------------- |
| Ordförande            | S                   | Lars-Gunnar Nordlander |
| Vice ordförande       | C                   | Anders Häggkvist       |
| Andre vice ordförande | L                   | Bengt-Arne Persson     |

#### Lista över kommunstyrelsens ordförande
- Lennart Olsson, Socialdemokraterna, 2000–2008[20][21]
- Gottfrid Jonsson, Socialdemokraterna, 2008–2012[22][21]
- Gunilla Zetterström-Bäcke, Socialdemokraterna, 2012–juni 2016[23][24]
- Anders Häggkvist, Centerpartiet, 27 juni 2016–1 januari 2021[25][26]
- Lars-Gunnar Nordlander, Socialdemokraterna, 1 januari 2021–[27][28]

Denna lista hämtas från Wikidata. Informationen kan ändras där.

#### Övriga nämnder
Från och med årsskiftet 2018-2019 har Härjedalens kommun gått från egna nämnder till utskott under kommunstyrelsen. Miljö- och byggnämnden är gemensam med Bergs kommun.
| Nämnd                                             | Ordförande | Ordförande         | Vice ordförande | Vice ordförande    |
| ------------------------------------------------- | ---------- | ------------------ | --------------- | ------------------ |
| Bildningsutskottet                                | M          | Johan Fredholm     | C               | Lisa Sjelin        |
| Samhällsutvecklingsutskottet                      | M          | Lars-Olof Mattsson | C               | Mats Ericsson      |
| Socialutskottet                                   | C          | Anders Häggkvist   | S               | Christer Nordqvist |
| Miljö- och byggnämnden, Härjedalen-Bergs kommuner |            |                    | M               | Thomas Wiklund     |
| Valnämnden                                        | S          | Christer Nordqvist | M               | Lars-Olof Mattsson |

Källa:

### Vänorter
- Leżajsk, Polen[30]

## Ekonomi och infrastruktur

### Näringsliv
Kommunen har sedan 1930-talet vuxit till ett av de främsta turistområdena i Norden. Därmed har turismen också blivit kommunens viktigaste näring. De främsta turistområdena  är Vemdalen, Lofsdalen och västra Härjedalen. Turistnäringen bedrivs genom samverkan mellan framför allt kommunen och olika turistorganisationer. Förutom turismen har även skogsbruket under lång tid varit betydelsefull näring, men den största delen förädlas utanför kommunen. I början av 2020-talet svarade tillverkningsindustrin för sju procent av arbetstillfällena med företag som ArcelorMittal Construction AB. År 2020 var kommunens största privata arbetsgivare callcenterföretaget Sykes Sweden AB med 175 anställda. Den största arbetsgivaren var dock kommunen själv med 990 årsarbetare.
I kommunen finns de tre samebyarna Mittådalen, Ruvthen sijte och Handölsdalen. År 2022 hade dessa tre samebyar totalt 16 000 renar.

### Infrastruktur

#### Transporter
Vägarna E45 och Riksväg 84 går genom kommunen. Den enda järnvägen är Inlandsbanan. Den har godstrafik, mest med timmer och torv samt turisttrafik på sommaren. Det finns en flygplats i kommunen, Härjedalen Sveg Airport. För orter i den västra delen av kommunen är det närmare till Røros flygplats.

## Befolkning

### Demografi

#### Befolkningsutveckling
Kommunen har 10 175 invånare (31 december 2024), vilket placerar den på 214:e plats avseende folkmängd bland Sveriges kommuner.
| Befolkningsutvecklingen i Härjedalens kommun 1810–2020> | Befolkningsutvecklingen i Härjedalens kommun 1810–2020> | Befolkningsutvecklingen i Härjedalens kommun 1810–2020> | Befolkningsutvecklingen i Härjedalens kommun 1810–2020> | Befolkningsutvecklingen i Härjedalens kommun 1810–2020> |
| ------------------------------------------------------- | ------------------------------------------------------- | ------------------------------------------------------- | ------------------------------------------------------- | ------------------------------------------------------- |
|                                                         |                                                         |                                                         |                                                         |                                                         |
| År                                                      |                                                         |                                                         | Folkmängd                                               |                                                         |
| 1810                                                    | 1810                                                    |                                                         | 4 874                                                   |                                                         |
| 1850                                                    | 1850                                                    |                                                         | 7 399                                                   |                                                         |
| 1900                                                    | 1900                                                    |                                                         | 12 309                                                  |                                                         |
| 1950                                                    | 1950                                                    |                                                         | 16 080                                                  |                                                         |
| 1960                                                    | 1960                                                    |                                                         | 15 417                                                  |                                                         |
| 1968                                                    | 1968                                                    |                                                         | 12 991                                                  |                                                         |
| 1975                                                    | 1975                                                    |                                                         | 13 015                                                  |                                                         |
| 1980                                                    | 1980                                                    |                                                         | 13 096                                                  |                                                         |
| 1985                                                    | 1985                                                    |                                                         | 12 724                                                  |                                                         |
| 1990                                                    | 1990                                                    |                                                         | 12 491                                                  |                                                         |
| 1995                                                    | 1995                                                    |                                                         | 12 109                                                  |                                                         |
| 2000                                                    | 2000                                                    |                                                         | 11 415                                                  |                                                         |
| 2005                                                    | 2005                                                    |                                                         | 10 889                                                  |                                                         |
| 2010                                                    | 2010                                                    |                                                         | 10 454                                                  |                                                         |
| 2015                                                    | 2015                                                    |                                                         | 10 262                                                  |                                                         |
| 2020                                                    | 2020                                                    |                                                         | 10 070                                                  |                                                         |

#### Utländsk bakgrund
Den 31 december 2014 utgjorde antalet invånare med utländsk bakgrund (utrikes födda personer samt inrikes födda med två utrikes födda föräldrar) 986, eller 9,64 % av befolkningen (hela befolkningen: 10 224 den 31 december 2014). Den 31 december 2002 utgjorde antalet invånare med utländsk bakgrund enligt samma definition 574, eller 5,08 % av befolkningen (hela befolkningen: 11 289 den 31 december 2002).

#### Invånare efter de vanligaste födelseländerna
Den 31 december 2014 utgjorde folkmängden i Härjedalens kommun 10 224 personer. Av dessa var 898 personer (8,8 %) födda i ett annat land än Sverige. I denna tabell har de nordiska länderna samt de 12 länder med flest antal utrikes födda (i hela riket) tagits med. En person som inte kommer från något av de här 17 länderna har istället av Statistiska centralbyrån förts till den världsdel som deras födelseland tillhör.
| Födelseland      | Födelseland                       | Födelseland |
| ---------------- | --------------------------------- | ----------- |
| 31 december 2014 |                                   |             |
| 1                | Sverige                           | 9 326       |
| 2                | Norge                             | 111         |
| 3                | Europeiska unionen: Övriga länder | 100         |
| 4                | Finland                           | 92          |
| 5                | Afrika: Övriga länder             | 83          |
| 6                | Asien: Övriga länder              | 82          |
| 7                | Thailand                          | 74          |
| 8                | Syrien                            | 48          |
| 8                | Turkiet                           | 48          |
| 10               | Tyskland                          | 42          |
| 11               | Afghanistan                       | 38          |
| 12               | Polen                             | 34          |
| 13               | Danmark                           | 26          |
| 14               | Nordamerika                       | 20          |
| 15               | Irak                              | 19          |
| 16               | Europa utom EU: Övriga länder     | 18          |
| 16               | Sydamerika                        | 18          |
| 18               | Somalia                           | 15          |
| 19               | Iran                              | 10          |
| 20               | Kina                              | 6           |
| 21               | Island                            | 3           |
| 21               | / SFR Jugoslavien/FR Jugoslavien  | 3           |
| 21               | Oceanien                          | 3           |
| 24               | Bosnien och Hercegovina           | 2           |
| 24               | Okänt födelseland                 | 2           |
| 26               | Sovjetunionen                     | 1           |

## Kultur

### Kulturarv
I naturreservatet Hamrafjället finns ett flertal fornlämningar från främst järnåldern. Exempelvis hittas där gravhögar från år 800 till år 1050 e.Kr. men också ett två kilometer långt fångstgropssystem. Ett annat reservat som inkluderar kulturhistoriska värden är Henvålen och då framförallt den ena av två hemman, Lövkläppen och Henvålen, från sent 1700-tal och tidigt 1800-tal. Hemmanet Lövkläppen har ett särskilt historiskt och kulturellt värde och har därför förklarats som riksintresse för kulturmiljövården.

### Kommunvapen
Härjedalens kommun har egentligen inget eget vapen utan använder Härjedalens landskapsvapen. Eftersom det vapen som används av kommunen är identiskt med landskapsvapnet har det inte kunnat registreras för kommunen hos Patent- och registreringsverket.
Svegs köping liksom även Tännäs landskommun hade vapen vars giltighet upphörde 1974 när de båda blev en del av den nybildade Härjedalens kommun. Även Linsells landskommun, som lades samman med Svegs landskommun 1952, hade ett vapen.